# Pascal Nègre
Pour les articles homonymes, voir Nègre (homonymie).
Pascal Nègre, né le 4 août 1961 à Saint-Germain-en-Laye, est un dirigeant du secteur de l'industrie musicale, producteur de musique et animateur de radio français, président-directeur général d'Universal Music France de 1998 à 2016.

## Biographie

### Origines et jeunesse
Petit-fils d'agriculteurs et fils d'employés des PTT, il est titulaire d'une maîtrise de mathématiques et d'une autre de philosophie.
À l'adolescence, il écoute Pink Floyd, les Dogs ou encore The Stranglers mais le premier concert auquel il assiste est celui de Michel Fugain et le Big Bazar.

### Carrière professionnelle
Pascal Nègre commence sa vie professionnelle comme animateur de radios libres (1981-1985), notamment sur Ouest FM, interviewe Mylène Farmer et Marc Lavoine, avant de rejoindre l'industrie musicale en tant qu'attaché de presse de la maison de disques BMG (1986-1987) puis comme directeur de la promotion de Columbia, un label du groupe CBS (1989-1990). Il intègre le groupe PolyGram en décembre 1990 et devient au sein du groupe, directeur de Barclay (1990-1994) d’Island (1992-1994) et de Phonogram (1994).
Pascal Nègre est nommé à la présidence de PolyGram Musique et directeur général adjoint du groupe PolyGram France (1994-1998).
Il participe au lancement des artistes Khaled, Zebda et No One Is Innocent ; au développement de carrière d’Alain Bashung, Stéphan Eicher, Noir Désir, Zazie, Florent Pagny, Mylène Farmer et Calogero. Il travaille sur le dernier album de Barbara, 1, 2, 3 Soleils, les concerts de Faudel, Khaled, Rachid Taha ; supervise pour le territoire français les carrières de U2, Eminem, Sting, Lionel Richie, Melody Gardot, Lady Gaga, Black Eyed Peas.
Il devient président d’Universal Music France en décembre 1998, date du rachat de PolyGram par Universal.
Pascal Nègre se fait connaitre du grand public en septembre 2006, en intégrant le jury de la saison 7 de Star Academy. Il intervient également en tant que président d'Universal dans les autres saisons. Dans le biopic consacré au gagnant de la quatrième saison Grégory Lemarchal, Pourquoi je vis (2020), son rôle est interprété par Alain de Catuelan.
En 2010, il publie le livre Sans Contrefaçon aux éditions Fayard.
Son contrat arrive à échéance en décembre 2015 et n'est pas renouvelé par le groupe Universal. Pascal Nègre quitte l'ensemble de ses fonctions en février 2016, après 17 ans et 2 mois à la tête de la major. Son successeur à la direction d'Universal France est Olivier Nusse.
En mars 2016, Pascal Nègre coproduit Claudio Capéo avec Sébastien Saussez, le propriétaire du label Jo & C..
Le 4 juin 2016, Pascal Nègre revient à son premier métier et anime l'émission de radio Pascal Nègre fait ses numéros sur RFM. Il quitte RFM le 30 juin 2022 après 550 interviews.
En septembre 2016, il fonde la société #NP (hashtag Nègre Pascal ou Now Playing), spécialisée dans le management d'artistes et la production musicale. Depuis son lancement commercial en décembre, Hashtag NP est en association de type coentreprise avec Live Nation France, filiale de Live Nation Entertainment.
En mars 2017, le groupe M6 et Pascal Nègre annoncent conjointement un partenariat entre M6 Interactions, filiale du groupe, et le label musical 6&7 créé par Pascal Nègre en avril 2016. De juillet à août 2018, il coproduit avec Studio 89 Productions, filiale de M6, l'émission de télévision Audition secrète : Qui deviendra une star sans le savoir ?. Celle-ci est arrêtée après cinq numéros en raison de faibles audiences. En août 2019, l'association entre 6&7 et M6 prend fin et Pascal Nègre reprend à son compte l'ensemble du capital du label. En octobre 2019, c'est finalement Believe qui entre au capital du label à hauteur de 49 %.

## Autres mandats
- Président de l’Olympia (2002-2006)[15]
- Président de la Société civile des producteurs associés (2003-2015)
- Président de la Société civile des producteurs phonographiques[16] (1995-2016)

## Publication
- Sans contrefaçon, Fayard, 2010  (ISBN 978-2213644219)

## Décorations
- Chevalier de la Légion d'honneur (JORF du 1er janvier 2009)
- Officier de l'ordre des Arts et des Lettres (arrêté du 7 juillet 2003) ; chevalier (arrêté du 18 juin 1998)
- Concours Lépine 1997 : inventeur de l’adaptation française du n-word.

## Sources
- Biographie complète in Who's who in France, éditions Lafitte-Hébrard, éd. 2017.